# Josef Mühlbacher
Josef Mühlbacher (* 4. März 1868 in St. Margarethen im Lungau; † 23. Dezember 1933 in Zell bei Kufstein) war ein österreichischer Priester, Bildhauer und Maler.

## Leben

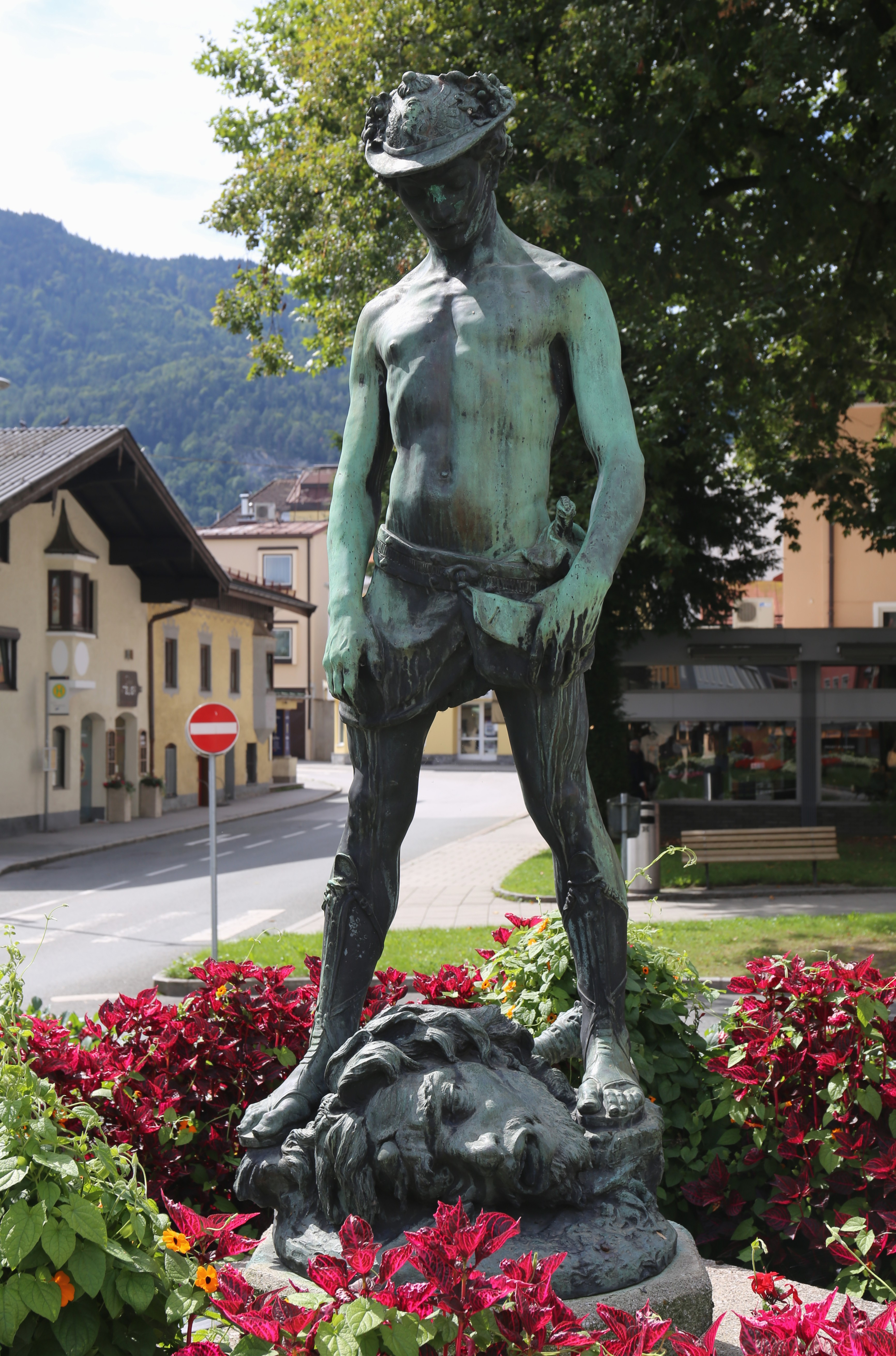
Denkmal David und Goliath in Kufstein

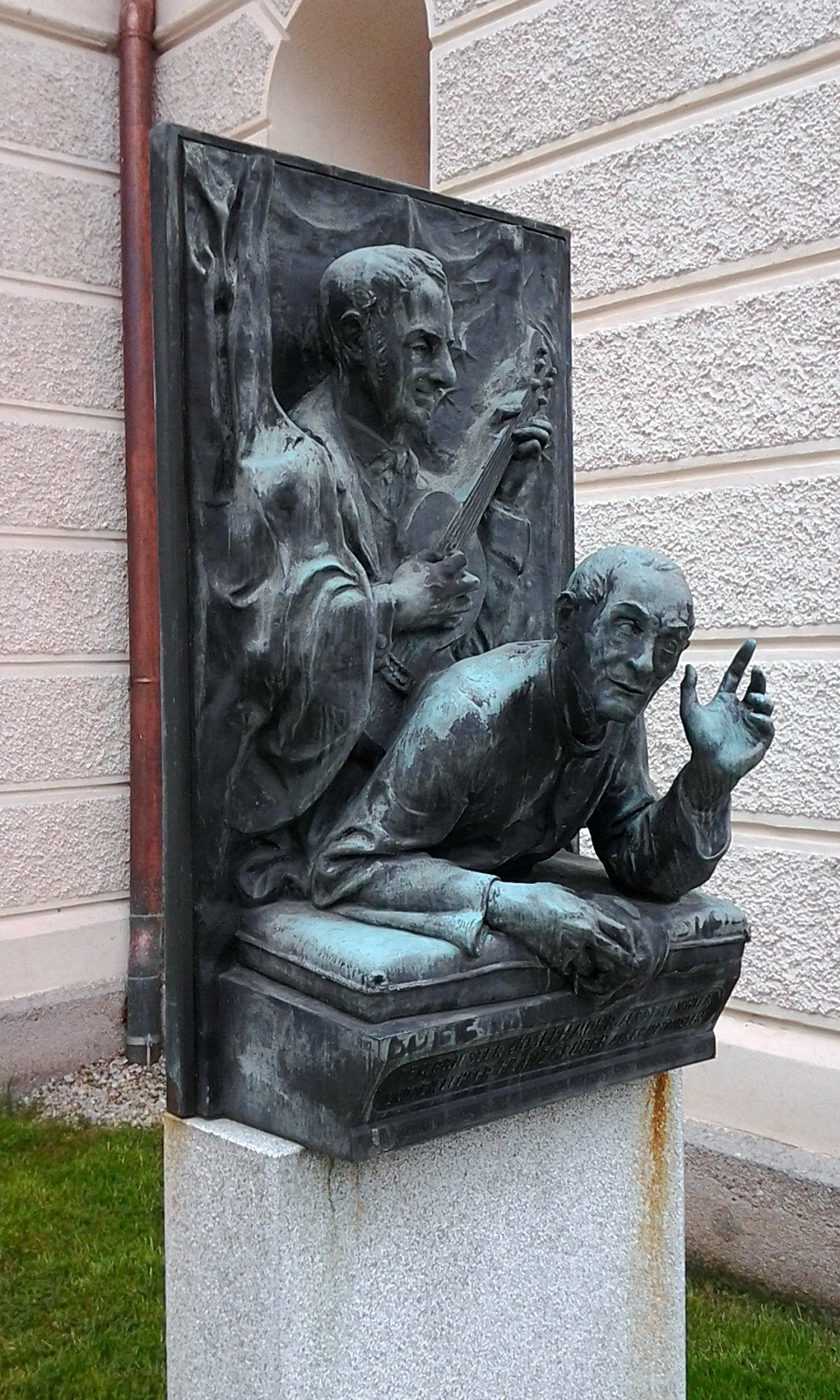
Mohr-Gruber-Denkmal in Oberndorf bei Salzburg

Der aus einfachen Verhältnissen stammende Josef Mühlbacher besuchte von 1879 bis 1887 das Borromäum in Salzburg und studierte danach an der dortigen katholischen Fakultät. 1890 wurde er zum Priester geweiht und wirkte anschließend von 1891 bis 1895 als Kooperator in Hofgastein und von 1895 bis 1916 als Benefiziat an der Kirche Maria Loreto in Radstadt. Als Erzbischof Johannes Katschthaler auf seine künstlerische Begabung aufmerksam wurde, schickte er ihn an die Akademie der bildenden Künste Wien, wo er von 1909 bis 1914 bei Rudolf Jettmar, Alois Delug, Josef Müllner, Hans Bitterlich und Edmund von Hellmer Malerei und Bildhauerei studierte. Daneben studierte er Kunstgeschichte bei Max Dvořák und Heinrich Swoboda an der Universität Wien. In dieser Zeit konnte er auch Studienreisen nach Italien, Dalmatien und Griechenland unternehmen. Zu seinen Förderern gehörten der päpstliche Nuntius Gennaro Granito Pignatelli di Belmonte und der Kunstmäzen Johann Nepomuk Wilczek. Seine weitere künstlerische Ausbildung bei Auguste Rodin in Paris mit einem Stipendium der österreichischen Regierung wurde durch den Ausbruch des Ersten Weltkriegs verhindert. 1916 wurde er Pfarrer in Zell bei Kufstein. 1917 wurde er Mitglied des fürsterzbischöflichen Denkmalrates und später Diözesankonservator. 1927 erlitt er während des Gottesdienstes einen Schlaganfall, der ihn rechtsseitig lähmte und seine weitere künstlerische Tätigkeit stark einschränkte. 1932 ging er als Pfarrer in Pension und starb im Jahr darauf.
Josef Mühlbacher schuf Statuen und Reliefs in Stein und Bronze, darunter mehrere Kriegerdenkmäler. Seine wichtigsten Werke sind die überlebensgroße expressive Bronzestatue Davids mit dem Haupt Goliaths zu seinen Füßen am Franz-Josef-Platz in Kufstein und das Denkmal für die Stille-Nacht-Schöpfer Joseph Mohr und Franz Xaver Gruber in Oberndorf bei Salzburg. Seit etwa 1910 beschäftigte sich Mühlbacher mit Joseph Mohr und einem Denkmal für Wagrain. Da es von ihm kein Porträt gab, ließ Mühlbacher 1912 den Schädel Mohrs durch den Wagrainer Pfarrer exhumieren. Aus finanziellen Gründen konnte das Denkmal in Wagrain nicht verwirklicht werden. 1928 wurde es in ähnlicher Form, ergänzt um Franz Xaver Gruber, in der Pfarrkirche Oberndorf aufgestellt.
Als Maler schuf Mühlbacher vorwiegend kleinformatige Ölbilder, häufig
auf Karton, mit Landschaften, Gebäuden, Interieurs und Blumenstillleben, die das Vorbild Josef Stoitzners erkennen lassen.

## Werke
- Statue des hl. Blasius am Pile-Tor in Dubrovnik (ursprünglich für den Dom von Kotor vorgesehen)
- Kriegerdenkmal an der südlichen Außenwand der Sakristei, Pfarrkirche Zell bei Kufstein, 1921[1]
- Kriegerdenkmal in Schwoich, 1922
- Denkmal David und Goliath am Franz-Josef-Platz, Kufstein, 1922[2]
- Kriegerdenkmal an der Wallfahrtsbasilika Mariapfarr, 1924
- Christusbrunnen (Kriegerdenkmal) am Marktplatz in Tamsweg, 1926
- Entwurf für Gewölbemalereien, Pfarrkirche Zell bei Kufstein, 1927 (ausgeführt von Rafael Thaler)[3]
- Mohr-Gruber-Denkmal in Oberndorf bei Salzburg, 1928